# João Gomes Freire
João Gomes Freire foi um político brasileiro. Foi presidente da província do Rio Grande do Norte, de 15 de junho a 1 de julho de 1872.